# Trichesthes candelaria
Trichesthes candelaria är en skalbaggsart som beskrevs av Moron 2001. Trichesthes candelaria ingår i släktet Trichesthes och familjen Melolonthidae. Inga underarter finns listade i Catalogue of Life.